# Шишенин, Гавриил Данилович
Шишенин Гавриил Данилович (1897, Астрахань — 24 ноября 1941, Краснодарский край) — советский военачальник, генерал-майор. Участник Первой мировой, Гражданской и Великой Отечественной войн, присоединения Западной Украины и Западной Белоруссии в 1939 году (Польский поход РККА). Деятель обороны Одессы и Крыма в 1941 г.

## Биография[1]
Русский. Из мещан. Уроженец города Астрахань.  

### Первая мировая и Гражданская война
Призван в армию в сентябре 1915 года. Окончил Тифлисское военное училище в 1916 году. На фронтах Первой мировой войны, поручик. В РККА с 1919 года. Участник Гражданской войны занимал должность помощника начальника штаба дивизии.

### Межвоенный период[1]
Командир 34-й стрелковой дивизии (с мая 1921). Начальник штаба 9-й стрелковой дивизии (с июня 1921). Начальник штаба 6-й отдельной стрелковой дивизии (с ноября 1921).
Врид. нач. мобилизационной части (с марта 1922), пом. нач. мобилизационной части (с июня 1922) Астраханского губернского военкомата.
Обучался в Военной академии РККА им. М. В. Фрунзе, окончил в 1926 году.
Командир роты 7-го Кавказского стрелкового полка (с июля 1926), начальник штаба 64-й стрелковой дивизии (с марта 1927); врид. командира (стажер) 190-го стрелкового полка (с октября 1928 года).
Преподаватель тактики (с января 1934), руководитель кафедры общей тактики (с апреля 1934), ст. руководитель кафедры механизации и моторизации (с февраля 1935) Военной академии РККА им. М. В. Фрунзе.
Окончил Академию Генерального штаба РККА (1937), где учился на ставшем позднее знаменитым «маршальском курсе» (на нём учились 4 будущих Маршалов Советского Союза, 6 генералов армии, 8 генерал-полковников, 1 адмирал).
1-й заместитель начальника штаба МВО (с июля 1937), нач. штаба 10-й армии (с 1938).
Член ВКП(б)с 1939.
Участвовал в походе в Западную Белоруссию (начальник штаба 10-й армии Белорусского фронта).
Начальник штаба Московского ВО (с февраля 1941).

### Великая Отечественная война

Могила Шишенина Г.Д.

С 25 по 30 июня 1941 года — начальник штаба Южного фронта 1-го формирования. 21 июня 1941 года было решено на базе Московского военного округа создать командование Южного фронта. Решение явно недостаточно продуманное — даже на третий день войны командованию фронтом не удалось организовать связь с армиями, укрепрайонами (УРами) и другими соединениями. Командующий войсками фронта генерал армии И. В. Тюленев и член Военного совета армейский комиссар 1-го ранга А. И. Запорожец «сигнализировали» в Москву, что штаб фронта во главе с Шишениным «абсолютно беспомощен как в организационной, так и в оперативной работе», сами, при этом, оставшись сторонними наблюдателями. С 17 июля по 22 августа 1941 года и с 30 октября по 3 ноября 1941 года — начальник штаба Приморской армии 1-го формирования; с 3 по 11 ноября 1941 года — начальник штаба 51-й армии, одновременно — по 19 ноября 1941 года — начальник штаба войск Крыма. 
Погиб 24 ноября 1941 года в авиакатастрофе в районе Краснодара. Похоронен на офицерском участке Всесвятского кладбища города Краснодара. Приказом по ГУК  НКО СССР от 4 декабря 1941 года исключён из список РККА как погибший в бою.

## Награды
- 2 февраля 1941 года награжден орденом Красного Знамени.[6]
- Указом ВС СССР от 06.05.1965 года награжден орденом Отечественной войны 1-й степени[7].
- Указом ВС СССР от 29.12.1941 года награжден орденом Красной звезды.[8]
- медаль "20 лет РККА" (1938)

## Воинские звания
Генерал-майор (1940)

## Источник
- Тархова Н. С. (ответственный), Арцыбашев В. А., Войтиков С. С., Узенков Д. Г. Командный и начальствующий состав Красной Армии в 1940—1941 гг.: Структура и кадры центрального аппарата НКО СССР, военных округов и общевойсковых армий. Документы и материалы / Под ред. В. Н. Кузеленкова. — М.—СПб.: Летний сад, 2005. — С. 221. — 1000 экз. — ISBN 5-94381-137-0.